# 데게르포르스시

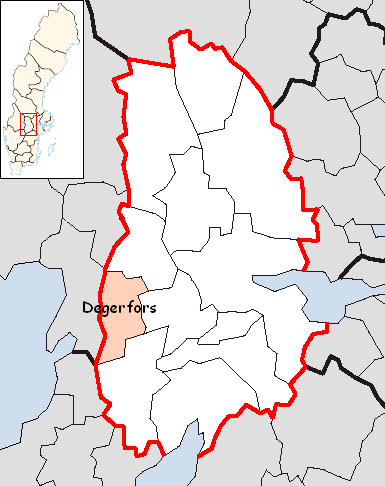
데게르포르스 시의 위치

데게르포르스시(스웨덴어: Degerfors kommun)는 스웨덴 외레브로주에 위치한 지방 자치체로 행정 중심지는 데게르포르스이며 면적은 433.68km2, 인구는 9,609명(2016년 12월 31일 기준), 인구 밀도는 22명/km2이다.

시 문장

## 같이 보기
- 빈델른시